# Sol de medianoche

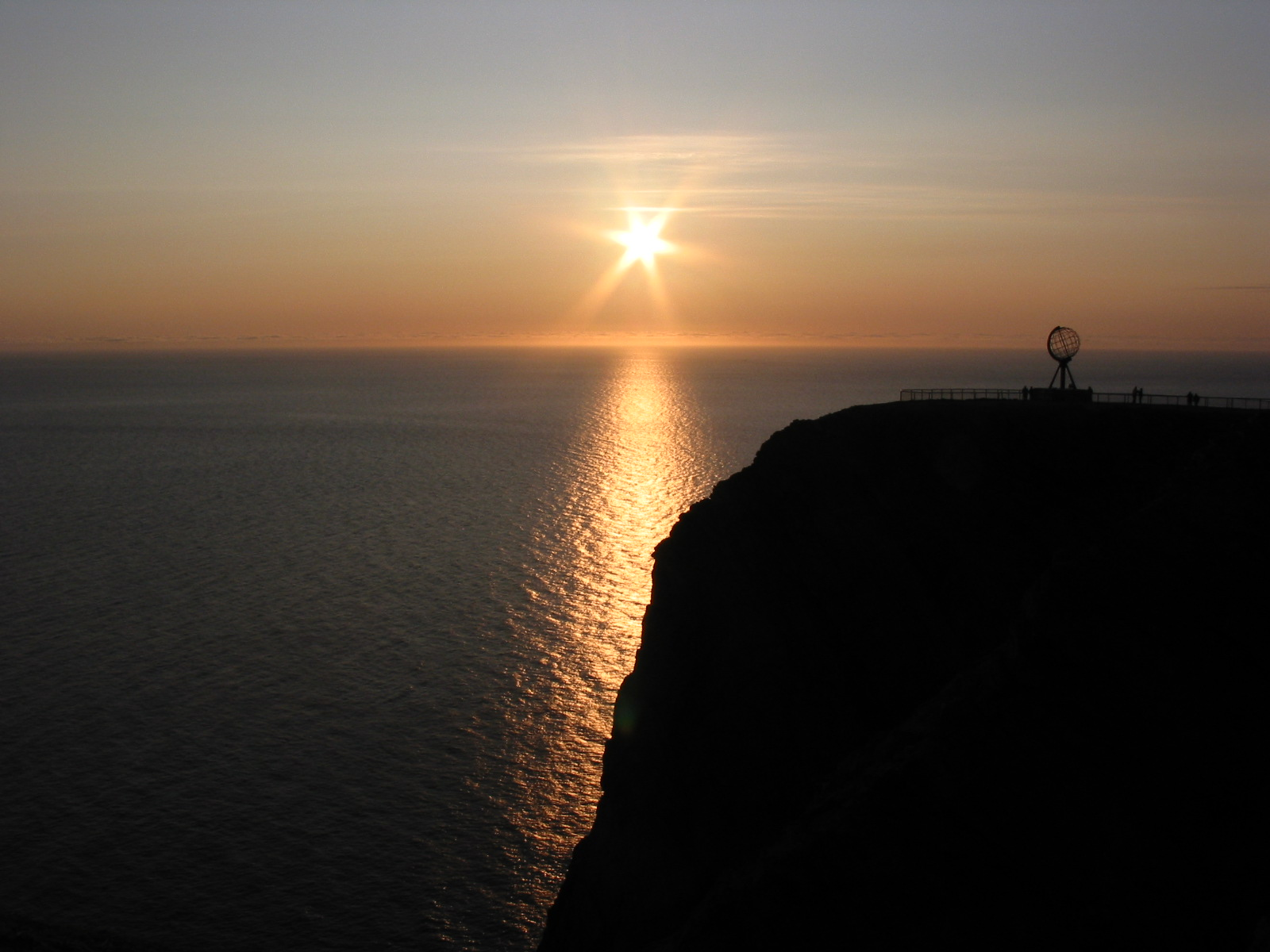
El sol de medianoche en el Cabo Norte, Noruega.

El sol de medianoche es un fenómeno natural observable en el norte del círculo polar ártico y en el sur del círculo polar antártico, consiste en que, en las fechas próximas al solsticio de verano, el Sol es visible las 24 horas del día. Es el fenómeno contrario a la noche polar. El número de días al año con sol de medianoche es mayor cuanto más cerca se esté del polo.

## Explicación del fenómeno
Las regiones pobladas que pueden disfrutar de este fenómeno están todas en el hemisferio norte: Alaska, Canadá, Groenlandia, Noruega, Suecia, Finlandia, Rusia y el extremo septentrional de Islandia. La cuarta parte del territorio finlandés se encuentra al norte del círculo polar ártico, y en la zona más septentrional del país el Sol no se oculta durante 73 días en verano. En Svalbard, Noruega, la región habitada más septentrional de Europa, no hay ocaso desde el 18 de abril hasta el 25 de agosto, aproximadamente. Los lugares más extremos son los polos, donde el Sol es visible medio año.
El fenómeno contrario, la noche polar, se produce en fechas próximas al solsticio de invierno, cuando el Sol no llega a asomar por el horizonte en todo el día.
Debido a la inclinación del eje de rotación de la Tierra respecto a la eclíptica de aproximadamente 23 grados y 27 minutos, en latitudes altas el Sol no se oculta durante el verano (local). La duración del sol de medianoche varía desde un día (unas 20 horas) durante el solsticio de verano en los círculos polares hasta aproximadamente  seis meses en los polos geográficos (unos 186 días). En los propios polos, en todo el año solo amanece una vez y anochece una vez. Durante los seis meses de día en el polo, el Sol se mueve continuamente cerca del horizonte, alcanzando su altura máxima en el cielo en el solsticio de verano.
Debido a la refracción, el sol de medianoche puede ser observado en latitudes ligeramente por debajo del círculo polar, pero como mucho un grado por debajo (dependiendo de las condiciones locales). Por ejemplo, es posible ver el sol de medianoche en Islandia, aunque la mayor parte del país (la isla de Grímsey es la notable excepción) se encuentra al sur del círculo polar ártico. Incluso en la zona más al norte de las islas británicas (y los lugares que se encuentran en latitudes similares) se puede observar un crepúsculo o resplandor permanente por estas fechas en los cielos septentrionales.

## Noches blancas
Los lugares donde se puede observar este fenómeno es en lugares de latitudes entre 55° y el círculo Polar en lugar del sol de medianoche experimentan el crepúsculo civil de medianoche. El Sol se encuentra hasta 99- grados bajo el horizonte, por lo que las actividades de día, como leer, son aún posibles sin luz artificial, siempre y cuando el cielo no esté nuboso. Este fenómeno natural es conocido popularmente con el nombre de noches blancas.
Las noches blancas se han convertido en un símbolo común de San Petersburgo, Rusia, donde ocurren aproximadamente desde el 11 de junio hasta el 11 de julio, y los últimos diez días de junio se celebran con eventos culturales.
Este fenómeno natural inspiró el título de una de las novelas del escritor ruso Fiódor Dostoievski, la cual fue denominada, precisamente, como Noches blancas.

## Efecto en las personas
Muchas personas tienen problemas para conciliar el sueño por la noche cuando el Sol está brillando. En general, visitantes y recién llegados son los más afectados. Esto afecta también a algunos nativos, pero por lo general en menor grado.